# Emma Porteous
Emma Porteous est une costumière britannique née le 26 juin 1936 à Calcutta.

## Carrière
Elle est notamment connue pour avoir pris la suite de Rudi Gernreich en créant les uniformes de la deuxième saison de Cosmos 1999 puis dessiné les toges du Choc des Titans, la cape de Supergirl, les smokings de Roger Moore et Timothy Dalton dans plusieurs James Bond des années 1980. Nommée trois fois aux Saturn Awards pour Le Choc des titans, Aliens, le retour et Judge Dredd (avec Gianni Versace), elle recevra finalement deux Emmy Awards pour des mini-séries, l'une en début de carrière (Dr. Jekyll and Mr. Hyde en 1973, l'autre pour Le Tour du monde en quatre-vingts jours.

## Filmographie sélective

### Cinéma
- 1972 : La Cible hurlante, conseiller
- 1974 : Hirondelles et Amazones
- 1975 : Brannigan
- 1977 : L'Île du docteur Moreau
- 1978 : L'ouragan vient de Navarone
- 1979 : Le Casse de Berkeley Square
- 1979 : Une femme disparaît
- 1980 : Les Yeux de la forêt
- 1981 : Le Choc des Titans
- 1983 : Octopussy
- 1984 : Top secret !
- 1984 : Supergirl
- 1984 : 1984
- 1985 : Dangereusement vôtre
- 1985 : Le Diamant du Nil
- 1986 : Aliens, le retour
- 1987 : Tuer n'est pas jouer
- 1991 : Robin des Bois
- 1995 : Judge Dredd (film)

### Télévision
- 1989 : Le Tour du monde en quatre-vingts jours (mini-série)